# Jordanus Nemorarius
|  | No s'ha de confondre amb Jordà de Saxònia. |

Jordanus Nemorarius   (Borgentreich, 1225 - mar Mediterrània, 1260), o Jordanus de Nemore, fou un dels més prominents científics de l'Edat Mitjana.

## Vida
Res es coneix del cert de la seva vida, fins al punt que alguns autors l'dentifiquen amb Jordà de Saxònia, Mestre General de l'Orde de Predicadors (dominics) de 1222 a 1237, tot i que les obres atribuïdes a aquest són totes teològiques i apologètiques. Algun estudiós ha arribat a suggerir que el nom sigui un pseudònim que amagui una dona escrivint sobre ciència (una raresa en aquella época).
Se suposa que potser va ensenyar a la Universitat de Tolosa, però tampoc està prou acreditat. Probablement va ensenyar a París, on a mitjans del segle XIII, hi va existir un cercle de seguidors format per Richard de Fournival, Gerard de Brussel·les i Campanus de Novara i en el que potser va participar Roger Bacon.

## Obra

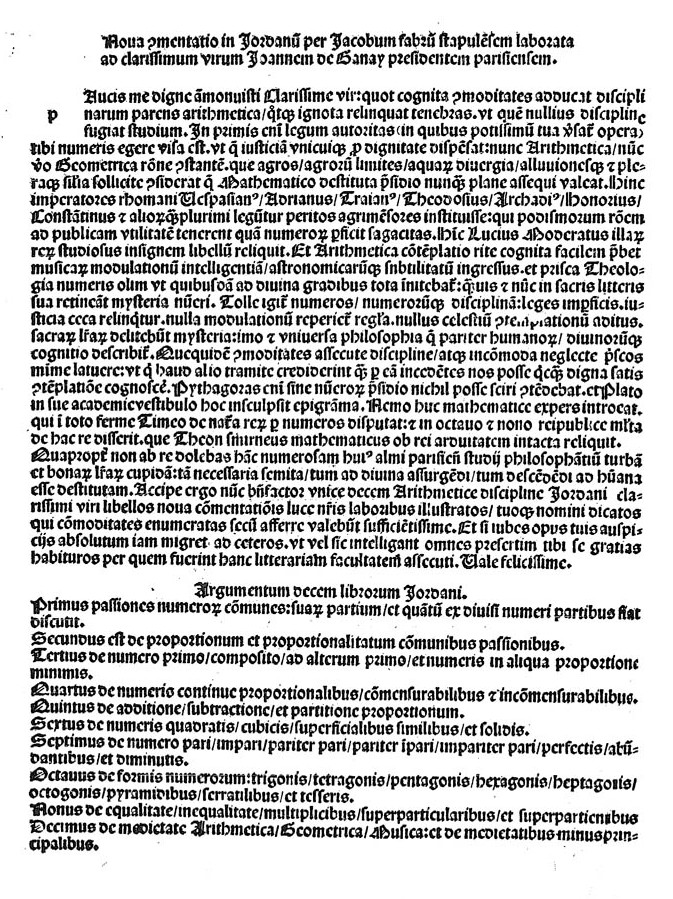
Demonstrationes in Arithmetica

Tan sols el coneixem per les seves obres, que van tenir ampla difusió durant la Baixa Edat Mitjana, essent emprades encara com a llibres de text a la Sorbona en el segle xvi, cosa que és prou explicativa del pobre desenvolupament de les matemàtiques en aquella època.
Els seus sis texts estrictament matemàtics es detallen a continuació:
- Demonstratio de algorismo: és probablement una re-elaboració d'un tractat seu anterior, el Communis et consuetus. Conté 21 definicions i 34 proposicions totes sobre operacions amb nombres naturals. Totes les operacions es fan amb numeració aràbiga, com ja havia fet uns anys abans Fibonacci.

- Demonstratio de minutiis: també pot ser una re-elaboració del Tractatus minutiarum i és continuació de l'anterior, ja que parla de les operacions amb fraccions.

- De elementis arismetice artis: és un tractat d'aritmètica amb més de 400 proposicions dividides en deu llibres. Una característica original del tractat és que introdueix l'ús de lletres per a representar un nombre qualsevol, simbolisme que no es farà comú fins a François Viète en el segle xvi.[9]

- Liber philotegni de triangulis: és un tractat de geometria en el que es proporcionen demostracions rigoroses de les proposicions.[10]

- Demonstratio de plana spera: és un tractat sobre la projecció estereogràfica utilitzada comunament en els tractats i instruments astronòmics àrabs.

- De Numeris Datis: potser el seu tractat més interessant,[11] ja que es tracta d'un àlgebra avançada com no s'havia escrit mai a Europa des de Diofant, ja que elabora la solució dels problemes de forma analítica,[12] com ja ho havia estudiat Pappos (segle iii).

Però, tot i que tots els seus texts inclouen abundants matemàtiques, cal ressenyar la contribució de Jordanus a la Física, amb els seus tractats sobre el pes. Molts d'aquests tractats medievals són de difícil atribució, però sembla clar que el Elementa super demonstrationem ponderum s'ha d'atribuir a Jordanus amb seguretat. En aquest llibre Jordanus estableix les bases matemàtiques de la balança romana. Per això se'l considera el primer precursor de la mecànica estàtica.